# William Harris (natation)
Pour les articles homonymes, voir William Harris.
William Harris, né le 26 octobre 1897 à Honolulu et mort le 7 mars 1961 dans la même ville, est un nageur américain.

## Biographie
Aux Jeux olympiques d'été de 1920 à Anvers, William Harris remporte la médaille de bronze à l'issue de la finale du 100m nage libre.